# Elaeocarpus oblongilimbus
Elaeocarpus oblongilimbus là một loài thực vật có hoa trong họ Côm. Loài này được H.T.Chang mô tả khoa học đầu tiên năm 1979.